# Praag-Velká Chuchle
Praag-Velká Chuchle (Tsjechisch: Praha-Velká Chuchle) is een gemeentelijk district van de Tsjechische hoofdstad Praag. Het district bestaat uit de gelijknamige wijk Velká Chuchle (Groot Chuchle) en de wijk Malá Chuchle (Klein Chuchle). Van de 1964 inwoners van het district wonen er 1808 in de wijk Velká Chuchle (2006). Het district Praag-Velká Chuchle maakt deel uit van het administratieve district Praag 16.
Praag-Velká Chuchle grenst in het noorden aan het gemeentelijk district Praag 5, in het westen aan Praag-Slivenec en Praag-Lochkov en in het zuiden aan Praag 16-Radotín en Praag-Zbraslav. Ten oosten van Velká Chuchle ligt de rivier de Moldau. Aan de overzijde van de rivier liggen de districten Praag 4 en Praag 12.
Velká Chuchle heeft een eigen spoorwegstation aan spoorlijn 171, de lijn van het hoofdstation van Praag naar Beroun.
Praag 1 · Praag 2 · Praag 3 · Praag 4 · Praag-Kunratice · Praag 5 · Praag-Slivenec · Praag 6 · Praag-Lysolaje · Praag-Nebušice · Praag-Přední Kopanina · Praag-Suchdol · Praag 7 · Praag-Troja · Praag 8 · Praag-Březiněves · Praag-Ďáblice · Praag-Dolní Chabry · Praag 9 · Praag 10 · Praag 11 · Praag-Křeslice · Praag-Šeberov · Praag-Újezd · Praag 12 · Praag-Libuš · Praag 13 · Praag-Řeporyje · Praag 14 · Praag-Dolní Počernice · Praag 15 · Praag-Dolní Měcholupy · Praag-Dubeč · Praag-Petrovice · Praag-Štěrboholy · Praag 16-Radotín · Praag-Lipence · Praag-Lochkov · Praag-Velká Chuchle · Praag-Zbraslav · Praag 17-Řepy · Praag-Zličín · Praag 18-Letňany · Praag 19-Kbely · Praag-Čakovice · Praag-Satalice · Praag-Vinoř · Praag 20-Horní Počernice · Praag 21-Újezd nad Lesy · Praag-Běchovice · Praag-Klánovice · Praag-Koloděje · Praag 22-Uhříněves · Praag-Benice · Praag-Kolovraty · Praag-Královice · Praag-Nedvězí